# Società polisportiva
Una società polisportiva (o "club sportivo", "associazione sportiva", "multisports club") è un'associazione che gestisce, sotto una stessa organizzazione, varie discipline sportive, in sezioni professionistiche e amatoriali.

## Organizzazione
Generalmente, le polisportive hanno delle sezioni professionistiche e altre amatoriali in diverse discipline come il calcio, la pallacanestro, il calcetto, il baseball, il tennis, il canottaggio, la pallamano, l'atletica o la pallavolo. Così, tutti gli sportivi del club partecipano alle loro competizioni sotto i colori sociali della polisportiva.